# L'Échelle (Guadeloupe)
Pour les articles homonymes, voir L'Échelle et Léchelle.
L'Échelle est un sommet volcanique situé sur l'île de Basse-Terre en Guadeloupe. S'élevant à 1 391 mètres d'altitude, il se trouve sur les territoires communaux de Capesterre-Belle-Eau et Gourbeyre.

## Géographie
Il se situe entre la Soufrière au nord-ouest et la Citerne au sud, au-dessus des chutes du Carbet situées au nord-est et celle du Galion au sud-ouest.

## Randonnée
Parmi les divers chemins de randonnées menant au sommet de la Soufrière, l'un passe par le col de l'Échelle,. 

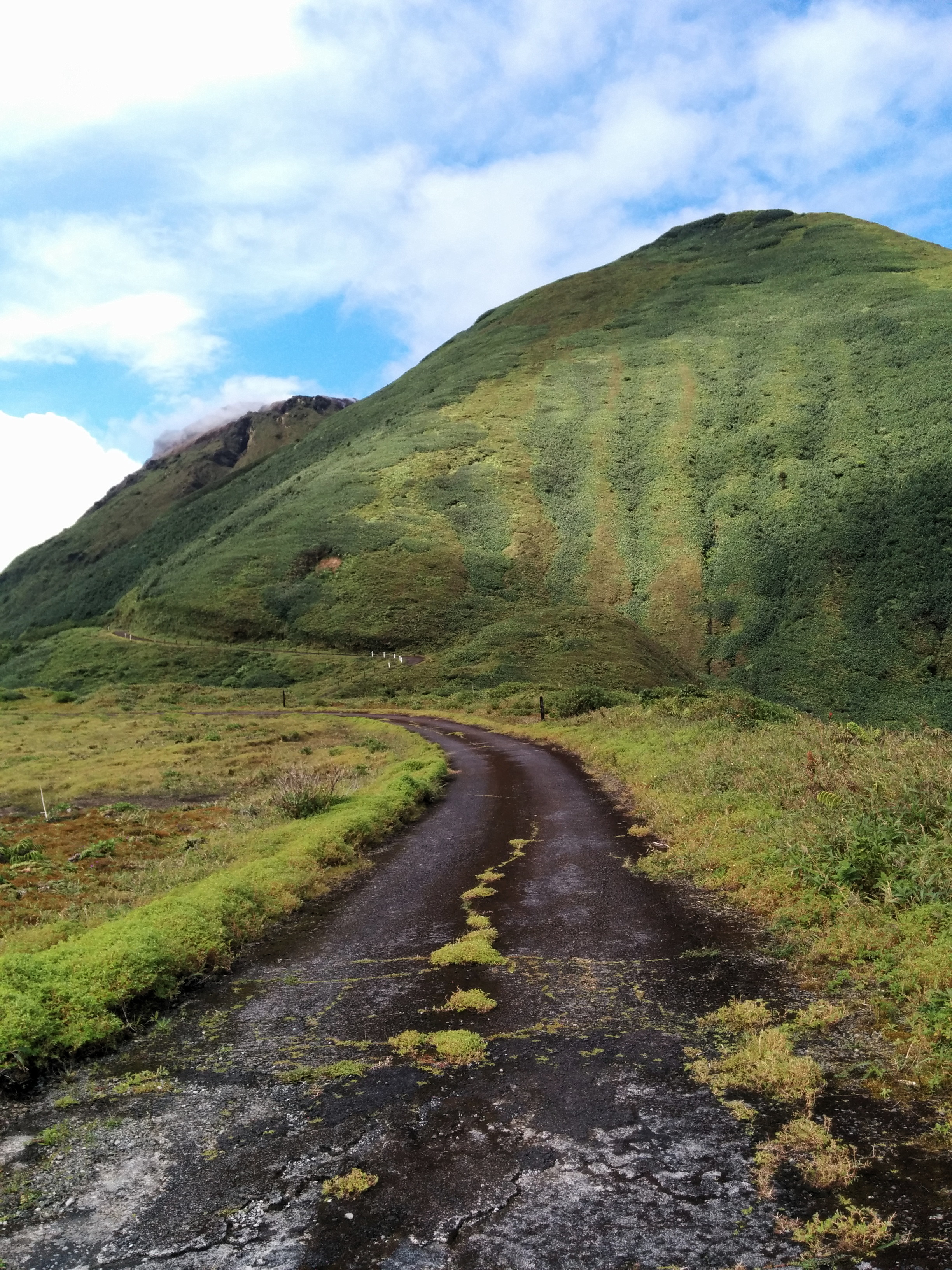
L'Échelle avec derrière la Soufrière vues depuis la Citerne au sud en octobre 2014.